# Hourman
Hourman est un personnage de comics créé par Ken Fitch au scénario et Bernard Baily au dessin. Il apparaît en mars 1940 dans le numéro 48 du comic book Adventure Comics publié par DC Comics.

## Publication
En mars 1940, DC Comics, qui publie déjà de nombreux comics de super-héros après le succès de Superman et Batman, publie les aventures d'un nouveau venu Hourman  créé par le scénariste Ken Fitch et le dessinateur Bernard Baily. Hourman apparaît régulièrement dans ce comic book puis il est aussi au sommaire de All Star Comics dès le premier numéro. Lorsque dans ce magazine est créée la première équipe de super-héros, la Société de justice d'Amérique il en fait partie. Il est remplacé par Starman dans le numéro 8 de décembre 1941. En février 1943 ses aventures s'arrêtent.
Vingt ans plus tard, il revient dans l'équipe de la Société de justice lorsque celle-ci partage des aventures avec la ligue de justice d'Amérique. Il apparaît aussi dans le comic book Showcase durant quelques numéros. Par la suite, il revient de temps en temps mais sans jamais avoir de comics en propre. Le personnage est tué en septembre 1994 dans le comics zero hour  mais son nom est donné plus tard à un nouveau super-héros, un androïde du futur arrivé au XXe siècle. Ce dernier a une série éponyme de 25 numéros publié de 1999 à 2001.

## Apparition dans d'autres media
Hourman, sous son identité de Rex Tyler, apparait dans le dernier épisode de la première saison de la série Legends of Tomorrow, en indiquant aux Légendes qu'il vient du futur et que la Société de justice d'Amérique a besoin d'eux. Il est assassiné en début de seconde saison. Son meurtre provoque la dissolution de la JSA, la fuite de chaque membre dans des époques différentes pour se cacher. Les Légendes partent alors en quête des anciens membres afin de récupérer des morceaux d'artefacts.
Une autre version de Hourman, toujours sous l'identité de Rex Tyler, apparaîtra dans la série télévisée Stargirl. Cette dernière se déroule dans un autre univers que Legends of Tomorrow, expliquant donc la différence.
Son fils, Rick Tyler, reprend le flambeau lors du recrutement effectué par Courtney.